# Olmedo, Sardinien
Olmedo är en ort och kommun i provinsen Sassari i regionen Sardinien i Italien. Kommunen hade 4 172 invånare (2017).